# Corno Stella
Der Corno Stella liegt im piemontesischen Gessotal (it. Val Gesso) in der Provinz Cuneo nah an der Grenze zu Frankreich. Zusammen mit dem Monte Argentera, dem Monte Matto und dem Monte Stella bildet er das ‚Argentera-Massiv‘ der Seealpen.
Obwohl der Berg nur 3050 m hoch ist, galt er lange als unbezwingbar und wurde erst 1903 von Victor de Cessole und seinen Führern Jean Plent und Andrea Ghigo erstbestiegen.